# Святая Екатерина (яхта, 1702)
«Святая Екатерина» — парусная яхта Азовского флота России.

## Описание судна
Парусная яхта с деревянным корпусом, длина судна составляла 18,3 метра, а ширина 4,9 метра. Артиллерийское вооружение судна состояло из 8 орудий.
Яхта была названа в честь племянницы Петра I, дочери царя Ивана V, Екатерины Иоановны.

## История службы
Парусная яхта «Святая Екатерина» была заложена на стапеле Воронежского адмиралтейства в 1698 году и после спуска на воду в 1702 году вошла в состав Азовского флота. Строительство яхты вёл кораблестроитель Выбе Геренс. В кампанию того же года была переведена с верфи в Азов.
В 1704 году перешла из Азова в Таганрог.
В кампанию 1710 года в апреле перешла из Таганрога в Азов, где была вытащена на берег для осмотра. Проведённый осмотр яхты показал, что она «оказалась гнила, к ремонту не годная».

### Комментарии
1. ↑  60 футов[1].
2. ↑  16 футов[1].